# Биннингтон, Джордан
Джордан Биннингтон (англ. Jordan Binnington; род. 11 июля 1993, Ричмонд-Хилл, Онтарио) — канадский хоккеист, вратарь клуба НХЛ «Сент-Луис Блюз». Обладатель Кубка Стэнли 2019.

## Карьера

### Клубная
Юношескую карьеру провёл в клубе ОХЛ «Оуэн-Саунд Аттак» и стал вместе с ними обладателем Кубка Джей Росса Робертсона.
В преддверии драфта НХЛ 2011 года Центральное скаутское бюро НХЛ поставило Биннингтона на 3-е место в рейтинге среди вратарей, выступающих в североамериканских лигах. 25 июня 2011 года на драфте НХЛ был выбран в 3-м раунде под общим 88-м номером клубом «Сент-Луис Блюз». 29 мая 2012 года подписал трёхлетний контракт новичка с «Блюз».
Дебют Биннингтона в НХЛ состоялся 14 января 2016 года в матче против «Каролины Харрикейнз», по ходу матча он поменял получившего травму основного вратаря команды Брайана Эллиотта.
Сезон 2017/18 Джордан провёл в клубе АХЛ «Провиденс Брюинз» на правах аренды, так как у «Сент-Луиса» в этом сезоне не было фарм-клуба. По ходу сезона Биннингтон был вызван на матч всех звёзд АХЛ.
В сезоне 2018/19 Джордан был вызван из АХЛ и 7 января 2019 года дебютировал в НХЛ в качестве стартового голкипера, случилось это в матче против «Филадельфия Флайерз», в этой игре он отразил все 25 бросков противника в створ ворот и сделал «шатаут», став 35-м голкипером в истории, сделавшим «сухарь» в своей дебютной игре в стартовом составе. В этом же сезоне он был назван лучшим новичком лиги в феврале и марте. 4 апреля 2019 года Биннингтон установил рекорд франшизы по количеству побед (23) среди вратарей-новичков. Несколько дней спустя, 10 апреля, он дебютировал в плей-офф НХЛ в победном для «Блюз» матче против «Виннипег Джетс» (2-1), отразив 25 из 26 бросков. В плей-офф 2019 года одержал 16 побед, установив рекорд лиги по этому показателю среди вратарей-новичков, тем самым помог «Блюз» одержать первую в их истории победу в Кубке Стэнли. По итогам сезона 2018/19 Джордан попал в символическую сборную новичков чемпионата.
11 марта 2021 года Джордан продлил контракт с «Блюз» на 6 лет и 36 млн долларов.

### Карьера в сборной
В мае 2024 года вошёл в состав сборной Канады на чемпионат мира На турнире Джорждан был основным вратарём и сыграл 8 матчей, а сборная Канады осталась без медалей, проиграв в матче за бронзу сборной Швеции со счётом 4:2.